# Темурян, Леван Григорьевич
Лева́н (Лео́н, Лев) Григо́рьевич Темуря́н (1908, Баку — 1942) — советский боксёр наилегчайшей весовой категории, выступал за сборную СССР в 1930-х годах. Четырёхкратный чемпион Советского Союза, мастер спорта СССР. Также известен как тренер, награждён орденом «Знак Почёта». Чемпион III Летней Рабочей Олимпиады в Антверпене (1937).

## Биография
Родился в 1908 году в Баку, работал слесарем.
Активно заниматься боксом начал в двадцатилетнем возрасте под руководством тренера Исаака Фаермана, выступал в наилегчайшем весе, за неукротимое стремление к победе и острую наступательную форму боевых действий на ринге получил прозвище «Маленький танк». В 1932 году переехал в Москву и поступил в Высшую школу тренеров, где обучался в течение двух лет у Аркадия Георгиевича Харлампиева.
Работал тренером-преподавателем на кафедре бокса ГЦОЛИФКа, одновременно с этим продолжая выступления на ринге.
Первый значимый успех пришёл к Темуряну в 1935 году, когда он завоевал золотую медаль на первенстве Советского Союза — впоследствии спортсмен удерживал титул чемпиона в течение четырёх лет подряд.
В 1937 году победил на III международной Рабочей Олимпиаде в Антверпене, удачно выступал в международных встречах с боксёрами из Дании, Норвегии и Франции.
Всего за карьеру провёл 61 бой, в том числе 58 окончил победой. За свои спортивные достижения награждён орденом «Знак Почёта» (22.07.1937), признан «Выдающимся боксёром».
После начала Великой Отечественной войны добровольно ушёл на фронт, воевал в должности политрука стрелковой роты. По одной версии — погиб, поднимая роту в атаку в 1942 году. По другой версии, будучи тяжело раненым, попал в плен. Находясь в немецком лагере, был казнён за участие в работе подпольной боевой группы по подготовке восстания.